# 景阳岗遗址
景阳岗遗址位于中国山东省阳谷县张秋镇景阳岗村，是一处新石器时代遗址，1978年被列为山东省文物保护单位，2001年被列为第五批全国重点文物保护单位。
景阳岗遗址地处鲁西北黄河冲积平原，南距黄河约4公里。遗址所在地原为一沙岗, 沙岗中部高出周围地面约10余米，60年代后由于挖沙, 沙岗被基本夷平。景阳岗遗址发现于1973年，1979年聊城地区博物馆曾作试掘。1994年因工地建设发现夯筑遗迹，聊城地区文化局文物研究室进行调查、钻探，发现遗址为一龙山文化城址。1994年, 山东省文物考古研究所对该城址再次进行钻探及试掘。1995年秋及1996年春季，山东省文物考古研究所和聊城地区文物研究室先后两次对该遗址进行试掘。多次钻探、试掘基本搞清了城址的范围、面积、城墙的宽度及结构，在黄河流域目前已发现的龙山城址中，景阳岗遗址是规模最大的一座。